# Великие Фанандели
«Великие Фанандели» (фр. les Grands Fanandels), также «Фанандели» — тайная организация каторжников, фигурирующая в цикле произведений «Человеческая комедия» французского писателя Оноре де Бальзака. Первоначально называлась «Десять тысяч» (фр. Dix Mille). Главой и казначеем преступного сообщества является Вотрен (Жак Колен), один из главных персонажей произведений: романы «Отец Горио» (1833), «Утраченные иллюзии» (1839), «Блеск и нищета куртизанок» (1838), драма «Вотрен» (1840). Участники, которые состояли из элиты «воровского мира», «графов и пэров каторги», имели свои пароли, знаки отличия, устав и обязались всячески оказывать содействие друг другу. Организация со временем стала основой могущества Вотрена. Бальзак писал, что слово «фанандели» означает — «братья, приятели, товарищи». Виктор Гюго применил слово фанандели в значении «товарищи» в повести «Последний день приговорённого к смерти» (1829). 
Бальзак останавливался на истории и деятельности «Десяти Тысяч» в «Отце Горио», а «Великих Фананделей» в главе «Последнее воплощение Вотрена» романа «Блеск и нищета куртизанок», в котором Вотрен является главным действующим лицом. С 1815 по 1819 год действовала организация «Десять тысяч», куда «входили предводители шаек и смелые люди, в то время без всяких средств к существованию». В романе «Отец Горио» приводится объяснение названия «Десять Тысяч» — это «ассоциация воров высшего полёта, людей большого размаха, берущихся только за такие дела, где можно сорвать куш не менее десяти тысяч франков». В книге «Блеск и нищета куртизанок» указывалось: «Все воры, каторжники, заключённые — фанандели. А великие фанандели — цвет Высокой Хевры, — были в течение двадцати с лишним лет кассационным судом, академией, палатой пэров этого народа. Все великие фанандели имели своё личное состояние, общие капиталы, и быт у них совсем особый». Колен-Вотрен был казначеем и «Десяти Тысяч», и «Великих Фананделей»: «По признанию сведущих авторитетов, каторга всегда имела капиталы. Эта странность понятна. Украденное никогда не находится вновь за исключением особых случаев. Осуждённые, не будучи в состоянии ничего унести с собой на каторгу, принуждены прибегать к доверию и дееспособности другого, отдавая свои сбережения, как в обществе вверяют их банкирскому дому».